# 皇雀航空
皇雀航空是由泰國國際航空投資成立，為泰國第三間成立的廉價航空公司。主要經營國內航線，並有部分國際航線。官方中文名為皇雀航空，「Nok」（นก）在泰语裡是「飞鸟」的意思，有时候也通俗地译为飞鸟航空或泰鸟航空。
曾於2013年與新加坡酷航共同投資，設立專營中長程航線的酷鳥航空(NokScoot)，該航司因Covid-19因素於2020年6月20日結業。

## 历史
该公司成立于2004年2月10日，而投入商业运作为2004年7月23日。该公司采用股份制，主要股东为泰国国际航空公司(49%)，次要股东为暹羅商务资产管理公司（Siam Commercial Asset Co.,Ltd）、泰國國家資產局（Crown Property Bureau）...等。公司的飞机都是从泰航租借来的。

## 旅客服务

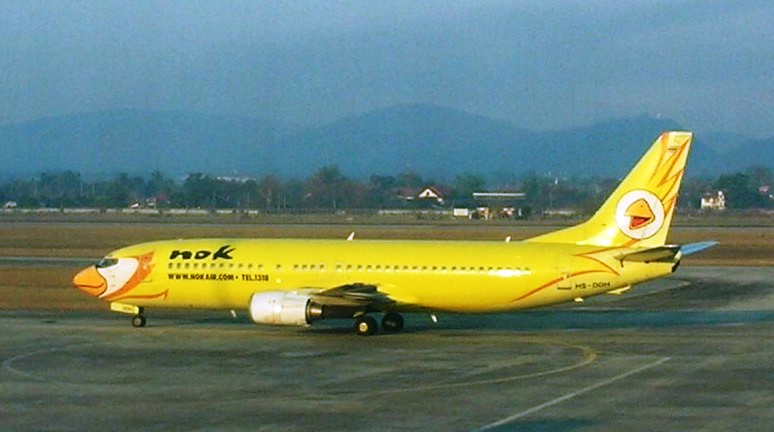
飛鳥航空机體標準著色

乘客可采取多种方法订票：
- 網站訂票
- 官方應用程序訂票
- 電話訂票
- 机场售票处

同時也提供多種付款方式，如：
- 现金
- 信用卡
- QR Payment
- ATM轉帳
- 7-11付款

## 航點
| 國家 | 城市         | 機場                | 備註        |
| ---- | ------------ | ------------------- | ----------- |
| 泰國 | 曼谷         | 廊曼國際機場        | 樞紐機場    |
| 泰國 | 清邁         | 清邁國際機場        |             |
| 泰國 | 清萊         | 清萊國際機場        |             |
| 泰國 | 合艾         | 合艾國際機場        |             |
| 泰國 | 普吉         | 普吉國際機場        |             |
| 泰國 | 春蓬         | 春蓬機場            |             |
| 泰國 | 美索         | 美索機場            |             |
| 泰國 | 那空拍儂     | 那空拍儂機場        |             |
| 泰國 | 洛坤         | 洛坤機場            |             |
| 泰國 | 楠市         | 楠市機場            |             |
| 泰國 | 彭世洛       | 彭世洛機場          |             |
| 泰國 | 沙功那空     | 沙功那空機場        |             |
| 泰國 | 素叻         | 素叻他尼機場        |             |
| 泰國 | 董里         | 董里機場            |             |
| 泰國 | 烏汶叻差他尼 | 烏汶機場            |             |
| 泰國 | 烏隆他尼     | 烏隆他尼國際機場    |             |
| 中国 | 南寧         | 南寧吳圩國際機場    |             |
| 中国 | 鄭州         | 鄭州新鄭國際機場    |             |
| 中国 | 成都         | 成都天府國際機場    | *普吉島航線 |
| 印度 | 海德拉巴     | 拉吉夫·甘地國際機場 |             |

## 機隊

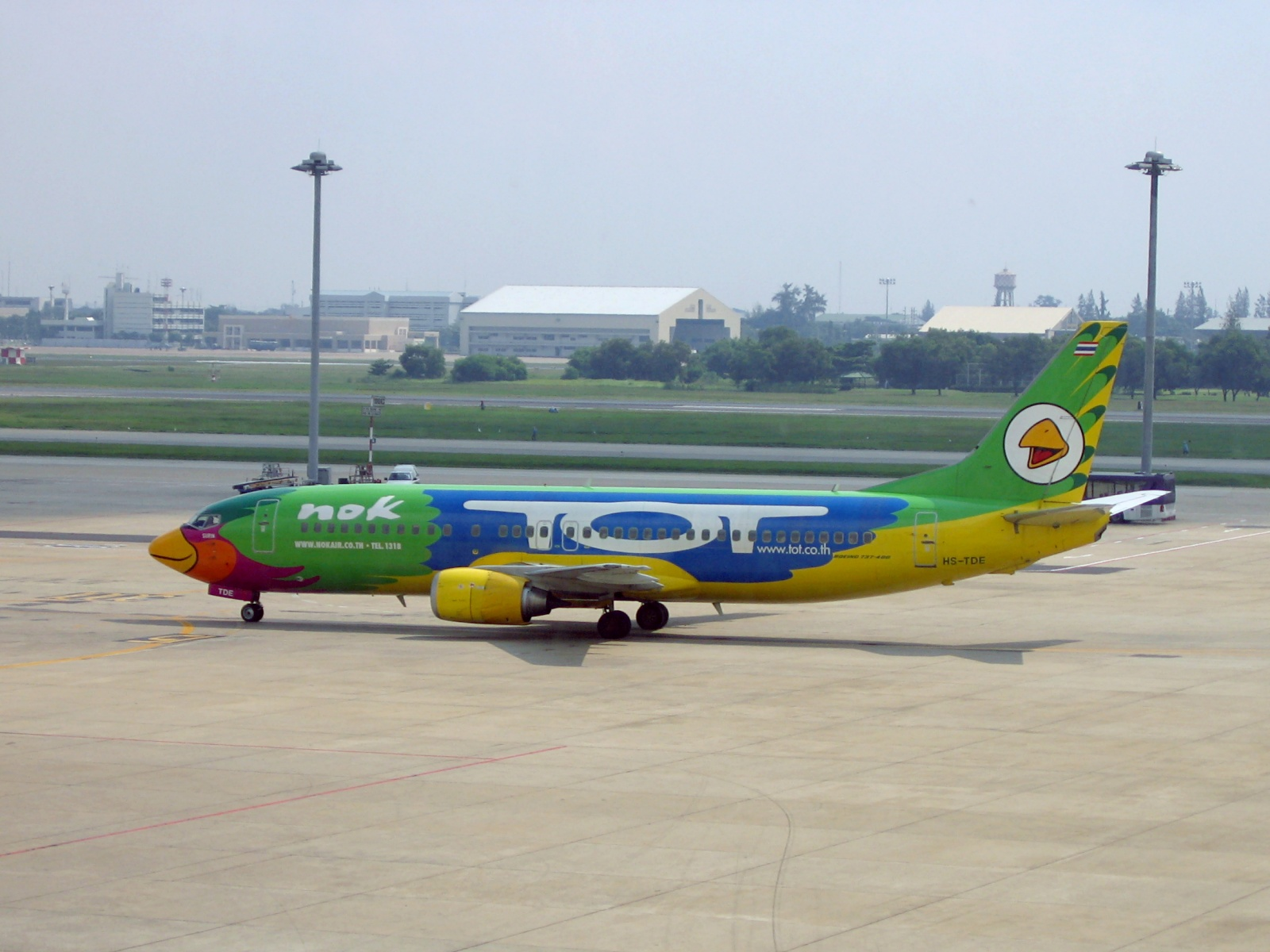
皇雀航空的波音737-400在廊曼國際機場

皇雀現在所擁有的机隊包括： 
- 14架 波音737-800 [3]
- 7架 波音737 MAX 8（訂購中）[4]

## 事故記錄
- 2006年2月5日，从曼谷廊曼机场起飞飞往普吉的DD7506号班机（机身编号：HS-TDD）在起飞10分钟后，机长报告右发动机失去动力，并要求折返曼谷机场迫降。[5]机场方面同意其迫降请求，飞机在紧急降落时滑跑冲出跑道尽头，两名乘客在事件中受轻伤。
- 2006年5月6日，从曼谷廊曼机场起飞飞往董里府城的波音737客机，因为引擎故障请求在邻近普吉机场迫降，机场方面同意该请求，飞机安全降落。